# Грифон (геральдика)
Грифон — у геральдиці геральдична тварина серед негеральдичних фігур. Геральдичні грифони існують з кінця ХІІ століття. У цей час його вже можна знайти в Померанії та Мекленбурзі. Грифон дуже поширений як геральдична тварина, особливо в південному регіоні Балтійського моря.

## Опис
Зображення в гербі завжди в профіль, зазвичай звернене вправо (геральдичне) і прямостоячий. Від орлиної голова відрізняється загостреними вухами. Передні лапи і крила запозичені від орла, вся нижня частина тіла — від лева. Хвостик то вгору, то вниз. Озброєння (кігті, дзьоб, язик і пташині ноги) часто забарвлене по-різному.

## Особливі форми

### Грифоновий лев
У грифонового лева немає крил.

### Морський грифон
Особливою формою є грифон з нижньою частиною у вигляді риб'ячого хвоста. Його тоді називають морським грифоном.

### Кейтонг
Кейтонг, термін alce ще не поширився в літературі, використовується в англійській геральдиці для опису міфічної істоти, схожої на геральдичного тваринного грифона. Ця менш поширена геральдична тварина не має крил і має рогаті. В описах це безкрилий самець грифона. Особливістю є золоті промені, що виходять з тулуба, яких немає у жодної іншої геральдичної тварини.

## Використання
Перелік гербів із грифоном дає перелік грифонів, що використовуються в геральдиці. Серед пташиних лап у геральдиці згадуються лапи грифонів.
Грифон також є популярним щитотримачем, і він зображений угорі на верхньому гербі. У цьому представленні кольори взяті з герба, але не обов'язково.

Грифон як геральдична тварина (для Західної Померанії в офіційному державному гербі Мекленбурга-Передньої Померанії)
Історичний герб Кашубії
Герб Латгалії (регіон Латвії)
Герб Відземе (регіон Латвії)
Герб Белзчини
Герб Криму
Грифоновий лев (Заульгруб)
Голова грифона з крилом (Бжеський повіт, Польща)
Морський грифон - Дарлово (Польща)
Грифон у верхньому гербі (Осорно, Чилі)
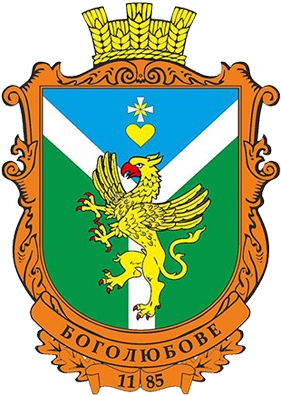
Боголюбове (Україна)
Шептицький район
Герб Керчі
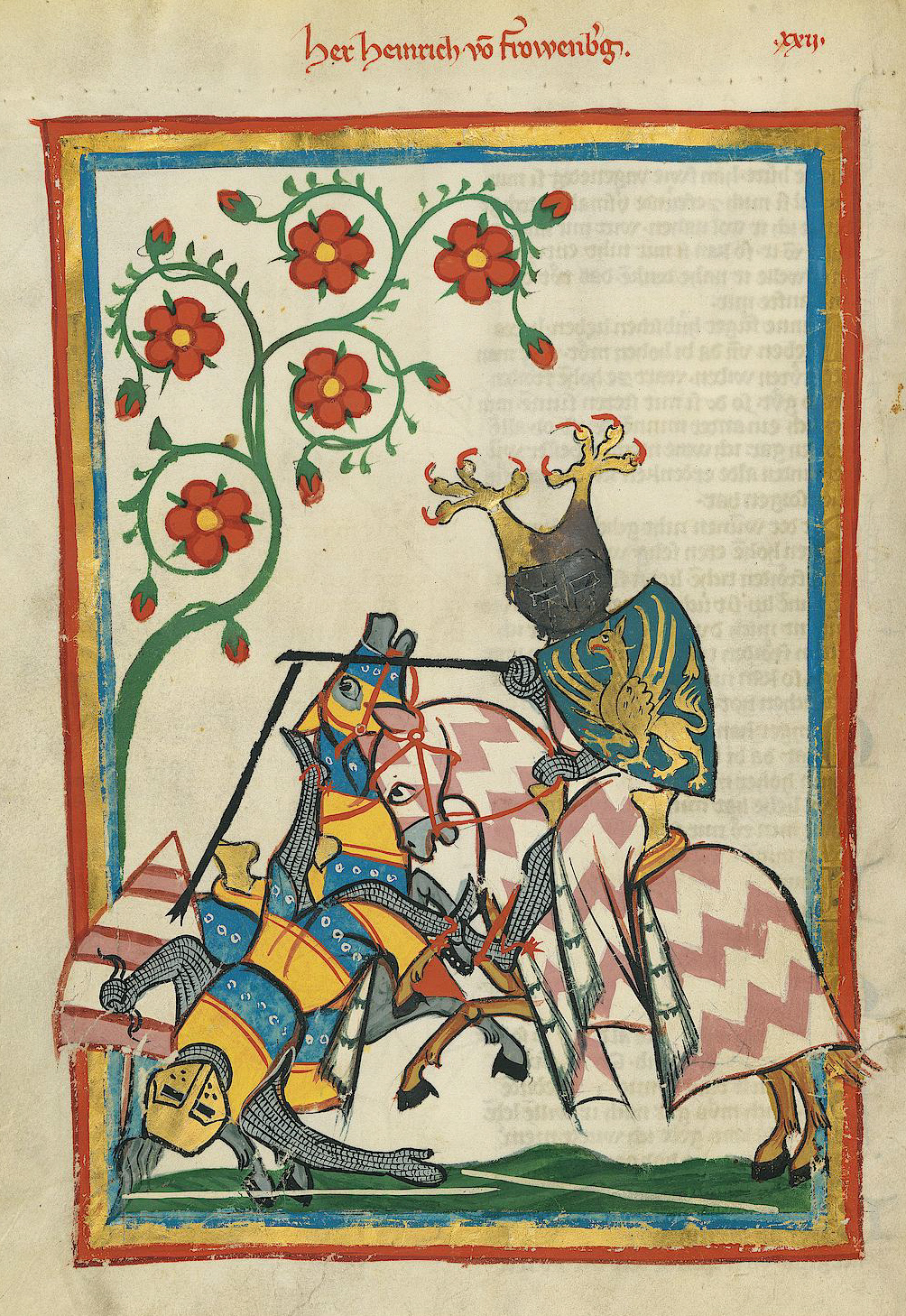
Грифон у гербі Генріха фон Фрауенберга
Герб ІмператриціЄлизавети Баварської (“Сіссі”): грифи як щитотримачі
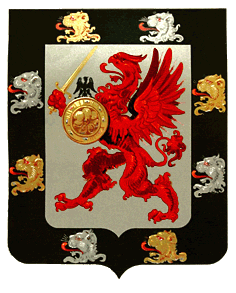
Герб Романових
Шляхетський герб «Грифон»
Герб Ходкевичів («гриф з мечем»)
Балла (герб)